# Socjaldemokratyczna Partia Słowacji
Socjaldemokratyczna Partia Słowacji (słow. Sociálnodemokratická strana Slovenska, SDSS) – słowacka partia polityczna o profilu socjaldemokratycznym, działająca w latach 1990–2005.

## Historia
Partia powstała po aksamitnej rewolucji w 1990. Zadeklarowano, iż będzie ona nawiązywać do działalności Słowackiej Socjal-Demokratycznej Partii (Królestwa) Węgier (1905–1918) i innych socjaldemokratycznych partii, których działalność została zakazana w 1948 przez komunistów.
W 1990 socjaldemokraci uzyskali 1,8% głosów, a w 1992 dostali 4,0% głosów, nie uzyskując jakiejkolwiek reprezentacji w Radzie Narodowej. W 1992 partii udało się natomiast zdobyć 5 miejsc (6,1% głosów na Słowacji) w izbie narodów, będącej częścią federalnego parlamentu Czechosłowacji.
Od 1994 SDSS weszła w skład koalicji Wspólny Wybór, która uzyskała 10,4% głosów w wyborach. Socjaldemokraci wprowadzili 5 posłów do parlamentu, pozostając w opozycji. Przed wyborami w 1998 SDSS weszła w skład Słowackiej Koalicji Demokratycznej. SDK współtworzyła rząd Mikuláša Dzurindy, przedstawiciele SDSS nie objęli żadnego z resortów. W 2002 część działaczy przeszła do Socjaldemokratycznej Alternatywy, zaś socjaldemokraci nie wystawili własnej listy wyborczej.
W 2003 partia zawarła porozumienie z ugrupowaniem SMER dotyczące bliskiej współpracy. 1 stycznia 2005 SDSS ostatecznie przyłączyła się do SMER-u.
Jej przewodniczącymi byli m.in. Boris Zala, Alexander Dubček i Jaroslav Volf.